# Michael Trizano
Michael Charles Trizano (Nueva York, 31 de diciembre de 1991) es un artista marcial mixto estadounidense que compite en la división de peso pluma de Ultimate Fighting Championship.

## Primeros años
Creció en Ramsey, Nueva Jersey, con dos hermanos menores. Se unió a la academia de artes marciales de Tiger Schulmann a la edad de 17 años. Se graduó de la escuela secundaria y asistió a la universidad. Fue durante este tiempo cuando se dio cuenta de que las artes marciales mixtas eran su pasión y decidió dedicarse a ello a tiempo completo. Es de ascendencia italiana.

## Carrera en las artes marciales mixtas

### Inicios
Tuvo su primer combate profesional de artes marciales mixtas el 4 de marzo de 2016. Se enfrentó a James Gonzalez, y ganó el combate por decisión unánime. Siguió ganando los siguientes cinco combates antes de unirse a TUF 27.

### The Ultimate Fighter
Compitió para el equipo Miocic en The Ultimate Fighter: Undefeated.
Se enfrentó a Tailandia Clark en el quinto episodio del programa. Ganó el combate por TKO en el segundo asalto.
Se enfrentó a Gunther el 13 de junio de 2018. Ganó el combate por decisión unánime, y procedió a enfrentarse a Joe Giannetti en la final de TUF 27.

### Ultimate Fighting Championship
Debutó en la UFC contra Joe Giannetti el 16 de julio de 2018 en The Ultimate Fighter 27 Finale. Ganó el combate por decisión dividida.
Se enfrentó a Luis Peña el 10 de noviembre de 2018 en UFC Fight Night: Korean Zombie vs. Rodríguez. Ganó el combate por decisión dividida.
Se enfrentó a Grant Dawson el 18 de mayo de 2019 en UFC Fight Night: dos Anjos vs. Lee. Perdió el combate por sumisión en el segundo asalto.
Se esperaba que se enfrentara a Rafael Alves el 20 de febrero de 2021 en UFC Fight Night: Blaydes vs. Lewis. Sin embargo, el 9 de febrero de 2021 salió a la luz la noticia de que se veía obligado a retirarse del combate debido a una lesión de tobillo.
Se enfrentó a Ľudovít Klein el 8 de mayo de 2021 en UFC on ESPN: Rodriguez vs. Waterson. Ganó el combate por decisión unánime. 11 de las 14 puntuaciones de los medios de comunicación dieron el combate a Klein.
Se esperaba que se enfrentara a Chas Skelly el 9 de octubre de 2021 en UFC Fight Night: Dern vs. Rodriguez. Sin embargo, dos semanas antes del evento, Skelly fue retirado del combate por razones no reveladas y el combate fue cancelado.
Se enfrentó a Hakeem Dawodu el 5 de febrero de 2022 at UFC Fight Night: Hermansson vs. Strickland. Perdió el combate por decisión unánime.
Se enfrentó a Lucas Almeida el 4 de junio de 2022 en UFC Fight Night: Volkov vs. Rozenstruik. Perdió el combate por TKO en el tercer asalto. Este combate le valió el premio a la Pelea de la Noche.
Se enfrentó a Seung Woo Choi el 12 de noviembre de 2022 en UFC 281. En el pesaje, pesó 147.6 libras, una y seis décimas de libra por encima del límite de peso pluma. El combate se desarrolló en un peso acordado y fue multado con el 20% de su bolsa, que fue a parar a su oponente Choi. Ganó el combate por KO en el primer asalto.

## Campeonatos y logros
- Ultimate Fighting Championship
  - Ganador del torneo de peso ligero The Ultimate Fighter: Unfeated
  - Pelea de la Noche (una vez) vs. Lucas Almeida[27]
- Ring of Combat
  - Campeonato de Peso Pluma de Ring of Combat (una vez; ex)[31]
- Maverick MMA
  - Campeonato de Peso Ligero de Maverick MMA (una vez; ex)

## Récord en artes marciales mixtas
| Resultado | Récord | Oponente       | Método                                  | Evento                                       | Fecha                    | Ronda | Tiempo | Localización                | Notas                                                                             |
| --------- | ------ | -------------- | --------------------------------------- | -------------------------------------------- | ------------------------ | ----- | ------ | --------------------------- | --------------------------------------------------------------------------------- |
| Victoria  | 10-3   | Seung Woo Choi | KO (puñetazos)                          | UFC 281                                      | 12 de noviembre de 2022  | 1     | 4:51   | Nueva York                  |                                                                                   |
| Derrota   | 9-3    | Lucas Almeida  | TKO (puñetazos)                         | UFC Fight Night: Volkov vs. Rozenstruik      | 4 de junio de 2022       | 3     | 0:55   | Las Vegas, Nevada           | Pelea de la Noche.                                                                |
| Derrota   | 9-2    | Hakeem Dawodu  | Decisión (unánime)                      | UFC Fight Night: Hermansson vs. Strickland   | 5 de febrero de 2022     | 3     | 5:00   | Las Vegas, Nevada           |                                                                                   |
| Victoria  | 9-1    | Ľudovít Klein  | Decisión (unánime)                      | UFC on ESPN: Rodriguez vs. Waterson          | 8 de mayo de 2021        | 3     | 5:00   | Las Vegas, Nevada           |                                                                                   |
| Derrota   | 8-1    | Grant Dawson   | Sumisión (estrangulamiento por detrás)  | UFC Fight Night: dos Anjos vs. Lee           | 18 de mayo de 2019       | 2     | 2:27   | Rochester, Nueva York       | Regreso al peso pluma.                                                            |
| Victoria  | 8-0    | Luis Peña      | Decisión (dividida)                     | UFC Fight Night: Korean Zombie vs. Rodríguez | 10 de noviembre de 2018  | 3     | 5:00   | Denver, Colorado            |                                                                                   |
| Victoria  | 7-0    | Joe Giannetti  | Decisión (dividida)                     | The Ultimate Fighter: Undefeated Finale      | 6 de julio de 2018       | 3     | 5:00   | Las Vegas, Nevada           | Regreso al peso ligero. Ganó el torneo de peso ligero de The Ultimate Fighter 27. |
| Victoria  | 6-0    | Mike Otwell    | Sumisión (estrangulamiento de anaconda) | Bellator 186                                 | 3 de noviembre de 2017   | 2     | 2:07   | Pensilvania                 |                                                                                   |
| Victoria  | 5-0    | James Gonzalez | Decisión (unánime)                      | Ring of Combat 60                            | 15 de septiembre de 2017 | 3     | 5:00   | Atlantic City, Nueva Jersey | Ganó el vacante Campeonato de Peso Pluma de Ring of Combat.                       |
| Victoria  | 4-0    | Eddie Lenoci   | TKO (puñetazos)                         | Ring of Combat 59                            | 2 de junio de 2017       | 2     | 0:34   | Atlantic City, Nueva Jersey | Regreso al peso pluma.                                                            |
| Victoria  | 3-0    | Tim Kunkel     | KO (puñetazos)                          | Maverick MMA 1                               | 7 de abril de 2017       | 1     | 0:51   | Stroudsburg, Pensilvania    | Debut en el peso ligero. Ganó el Campeonato de Peso Ligero de Maverick MMA.       |
| Victoria  | 2-0    | Raul Gonzales  | Sumisión (estrangulamiento por detrás)  | Ring of Combat 55                            | 3 de junio de 2016       | 1     | 3:59   | Atlantic City, Nueva Jersey | Debut en el peso pluma.                                                           |
| Victoria  | 1-0    | James Gonzalez | Decisión (unánime)                      | Ring of Combat 54                            | 4 de marzo de 2016       | 3     | 3:00   | Atlantic City, Nueva Jersey | Combate de peso acordado (150 libras).                                            |